# Ramal de Pirapora
| Bild von der Einweihung des Bahnhofs Pirapora im Jahr 1910 |     |                           |                           |
| |     |                           |                           |
| \| \| \| EFCB - Linha do Centro \| \| \| \| 0,0 \| Corinto \| Corinto \| \| \| \| EFCB - Linha do Centro \| \| \| \| \| Contria \| \| \| \| \| Uruguai \| \| \| \| \| Beltrão \| \| \| \| \| Lassance \| \| \| \| \| Porto Faria \| \| \| \| \| Varzea da Palma \| \| \| \| \| Buritis \| \| \| \| \| Aarão Reis \| \| \| \| \| Pirapora \| \| \| \| \| Rio São Francisco \| \| \| \| \| Buritizeiro Indepêndencia \| \| |     |                           |                           |
| Strecke |     | EFCB - Linha do Centro    | EFCB - Linha do Centro    |
| Bahnhof | 0,0 | Corinto                   | Corinto                   |
| Abzweig geradeaus und nach rechts |     | EFCB - Linha do Centro    | EFCB - Linha do Centro    |
| Bahnhof |     | Contria                   | Contria                   |
| Bahnhof |     | Uruguai                   | Uruguai                   |
| Bahnhof |     | Beltrão                   | Beltrão                   |
| Bahnhof |     | Lassance                  | Lassance                  |
| Bahnhof |     | Porto Faria               | Porto Faria               |
| Bahnhof |     | Varzea da Palma           | Varzea da Palma           |
| Bahnhof |     | Buritis                   | Buritis                   |
| Bahnhof |     | Aarão Reis                | Aarão Reis                |
| Bahnhof |     | Pirapora                  | Pirapora                  |
| Brücke über Wasserlauf |     | Rio São Francisco         | Rio São Francisco         |
| Kopfbahnhof Streckenende |     | Buritizeiro Indepêndencia | Buritizeiro Indepêndencia |

Der Ramal de Pirapora ist eine historische Eisenbahnstrecke im Bundesstaat Minas Gerais in Brasilien. Er wurde als Anschlussgleis zur Bahnlinie  EFCB - Linha do Centro  der Gesellschaft Estrada de Ferro Central do Brasil vom Bahnhof Corinto kommend gebaut.

## Geschichte

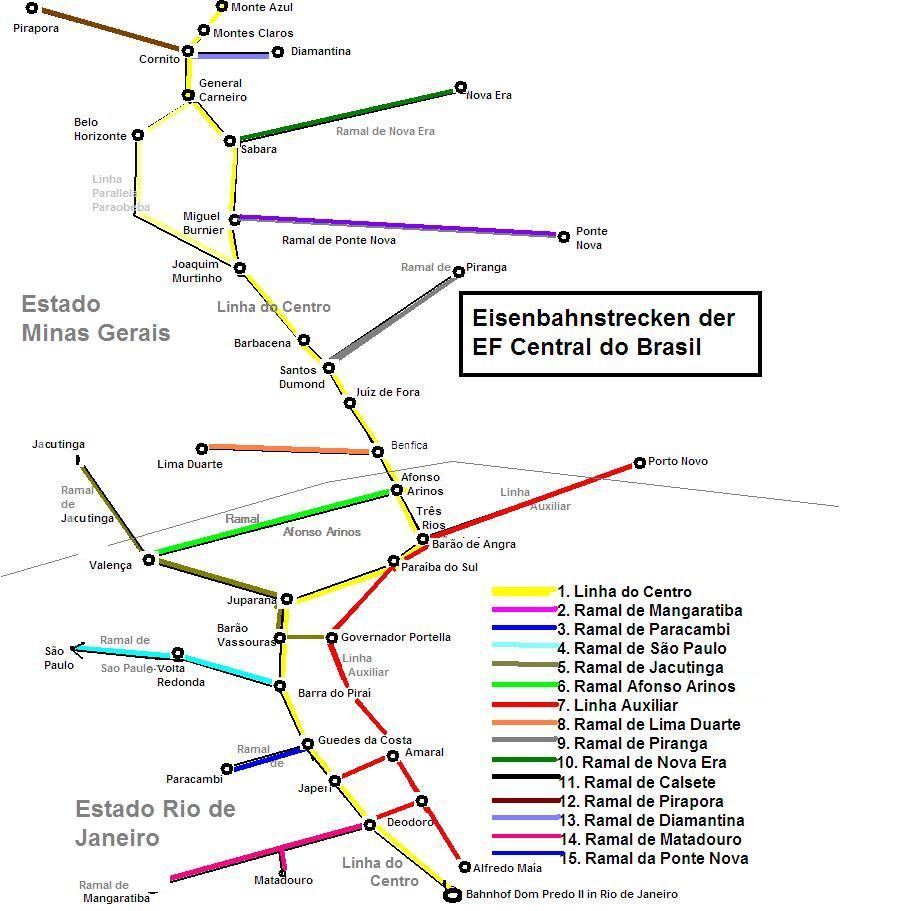
Eisenbahnstrecke Linha Central und Nebenstrecken der EFCB im Überblick

Der Gleisanschluss von Pirapora kam wurde 1910 fertiggestellt und war erst als Hauptstrecke der Bahnlinie EFCB - Linha do Centro der Estrada de Ferro Central do Brasil gedacht. Wie geplant ging die Strecke nun bis an das Ufer des Rio São Francisco. Der Bau einer Brücke nahm weitere zwölf Jahre in Anspruch, aber zur Weiterführung der Bahnstrecke auf der anderen Flussseite bis Belém do Pará kam es nicht mehr. Somit wurde dieser Streckenabschnitt zum Ramal de Pirapora umbenannt, als die Weiterführung der Bahnlinie bis Monte Azul in den 30er Jahren beschlossen wurde. Ab dieser Zeit wurde auch die Eisenbahnbrücke über den São Francisco mit dem Bahnhof Indepêndencia auf der Gegenseite wieder stillgelegt, 
Auf der Strecke wurde der Personenverkehr in den 70er Jahren eingestellt. Offiziell gilt diese Eisenbahnstrecke aber noch nicht als stillgelegt. Sogar die Schienen über die Brücke des Rio São Francisco sind noch existent.